# Sunwook Kim

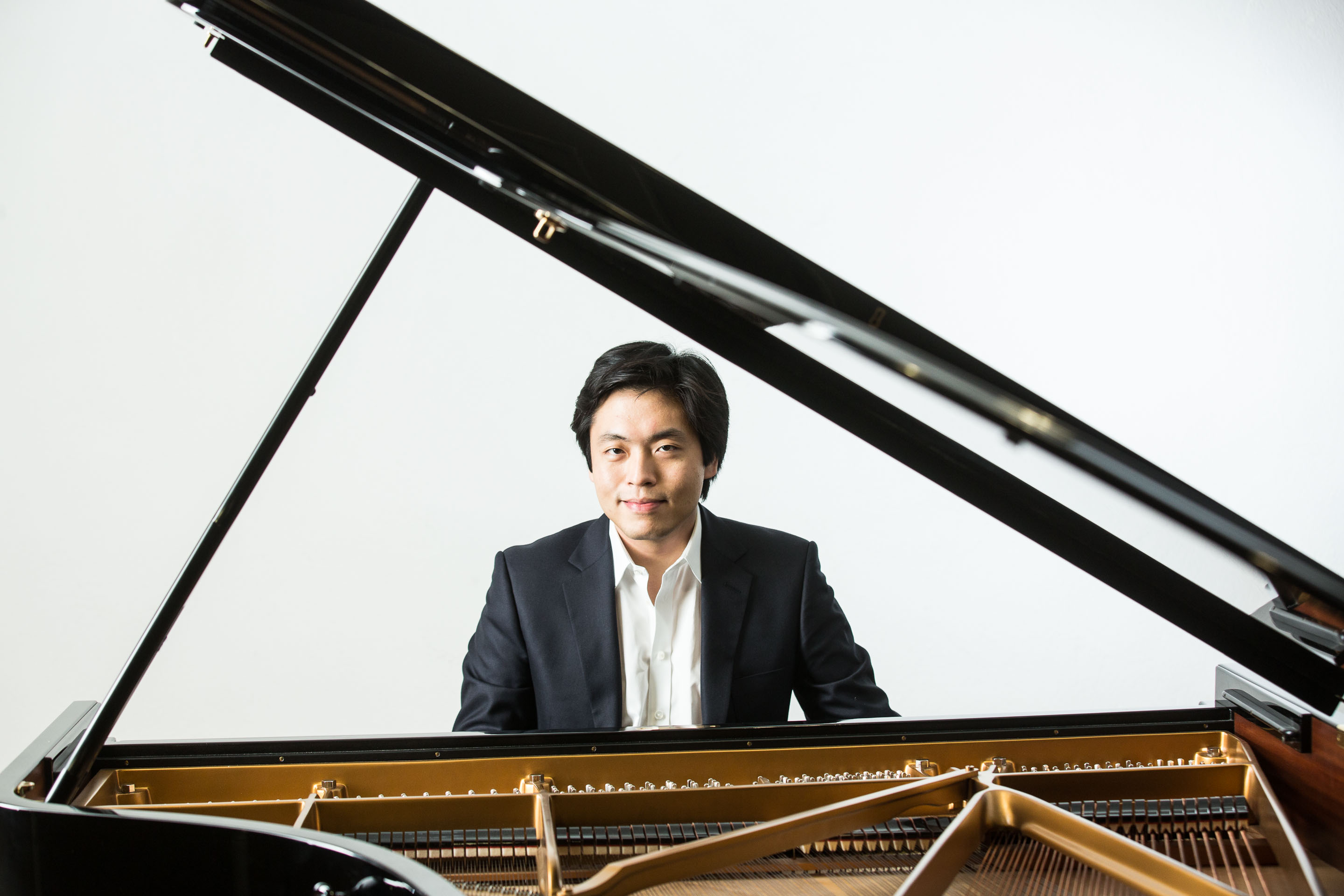
Sunwook Kim

Sunwook Kim (kor. 김선욱; * 1988 in Seoul) ist ein südkoreanischer Pianist.

## Leben
Sunwook Kim begann im Alter von drei Jahren mit dem Klavierspiel. Er studierte an der Korea National University of Arts sowie an der Royal Academy of Music in London. Er lebt heute in London und tritt als Pianist mit zahlreichen Orchestern auf, unter anderem dem London Symphony Orchestra, dem Concertgebouw Orchestra, dem Rundfunk-Sinfonieorchester Berlin, der Deutschen Kammerphilharmonie Bremen, dem NDR Sinfonieorchester Hamburg sowie dem Orchestre Philharmonique de Radio France.
Am 5. Juni 2021 debütierte er bei den Berliner Philharmonikern mit dem Konzert für Klavier und Orchester von Unsuk Chin unter der Leitung von Sakari Oramo.

## Auszeichnungen
- 1. Preis des internationalen Wettbewerbs für junge Pianisten Ettlingen 2004
- 1. Preis des internationalen Leeds-Klavierwettbewerb 2006